# Народно читалище „Пробуда – 1961“
Народно читалище „Пробуда – 1961“ е читалище в град Кюстендил, България.

## История
Читалище „Пробуда 1961“ е създадено през 1961 година. От 1971 година се помещава в специално построена за тази цел сграда в гр. Кюстендил, ул. „Тинтява“ № 12. Читалището разполага с голяма зала – 300 m² със сцена – 50 m², малка зала – 80 m², 4 кабинета, библиотека, която се помещава в 3 зали с над 15515 тома разнообразна литература, Клуб „Трета възраст“- 60 m² и „Младежки доброволчески клуб“ 30 m²
Читалището е съорганизатор на Международния фестивал на класическата китара „Акад. Марин Големинов“ и на Национален фолклорен фестивал „Пауталия“.
Читалището е носител на множество награди, дипломи и отличия от Министерство на културата, Министерски съвет и др. Много са и отличията, спечелени от различните самодейни състави и изпълнители към читалището.
Читалище „Пробуда 1961“ работи в тясно сътрудничество с всички културни институции на територията на Община Кюстендил и с голяма част от училищата в гр. Кюстендил.